# Torney
Torney ist ein Stadtteil von Neuwied in Rheinland-Pfalz. Bis zur Eingemeindung in die Stadt Neuwied gehörte Torney als Ortsteil zur Gemeinde Niederbieber-Segendorf.

## Lage
Der Ort liegt am Rand des Neuwieder Beckens nördlich der Innenstadt. Westlich von Torney liegen der Stadtteil Niederbieber, nordöstlich der Stadtteil Oberbieber, östlich der Stadtteil Gladbach und südlich der Ortsteil Heddesdorf.

## Geschichte
Der Name „Torney“ wird in Urkunden aus der Region bereits in der ersten Hälfte des 16. Jahrhunderts verschiedentlich mit „uff der Torney“ genannt. In Protokollauszügen eines Heimbacher Hexenprozesses ist von Hexentänzen „uff der Torney“ die Rede und in einem Protokoll vom 12. Januar 1644 von „zauberischen Zusammenkünften und Tänzen uff der Thorhecke“. In einer Urkunde von 1668 beansprucht Graf Friedrich III. von Wied das Eichenwäldchen „Thourney“ als sein Eigentum.
Die Besiedlung von Torney begann im Jahre 1938 mit der Ansiedlung von 40 Familien.

### Namendeutung
Es gibt verschiedene Deutungs- oder Ableitungsversuche des Ortsnamens. Eine Möglichkeit ist, dass der Name sich vom mittelhochdeutschen tornei oder turnei (auch turnoi) = Turnier herleitet, dann wäre Torney ein Ort gewesen, wo man Turniere abhielt. Immerhin lagen die Burgen Altwied, Braunsberg, Isenburg und Sayn in der Nähe. Die Erklärung für Torney als Thors-Eiche, dem germanischen Donnergott Thor (Donar) geweiht, wäre auch denkbar. Das Wort könnte auch vorgermanischer Herkunft sein, eine Verschmelzung des keltischen duro – durono – durno (kleines Fort; Erdscholle) mit dem lateinischen Wort turris (Turm).

### Besiedlung
Bis zum Beginn des 20. Jahrhunderts war das Gebiet bewaldet und unbesiedelt. In den 1930er Jahren plante man, hier eine Siedlung für die Arbeiter in den umliegenden Fabriken anzulegen. Im Herbst 1936 begann der Bau der ersten Einzel- und Doppelhäuser, es waren 150 Siedlerstellen geplant. Im Jahr 1938 zogen die ersten 38 Familien mit 155 Personen ein, ab 1942 wurde nicht mehr gebaut. Die zweite Siedlungsperiode begann 1950. Es wurden Häuser für Heimatvertriebene und Flüchtlinge gebaut, in der Zeit siedelten auch die Mennoniten verstärkt. In den 1950er Jahren entstanden auch die „Rasselsteiner Häuser“. Ende der 1970er Jahre kamen in größerer Zahl mennonitische Spätumsiedler aus der damaligen Sowjetunion, vorwiegend aus dem asiatischen Teil. Der heutige Anteil der Mennoniten an der Bevölkerung von Torney wird auf 25 % geschätzt.

## Umgliederung

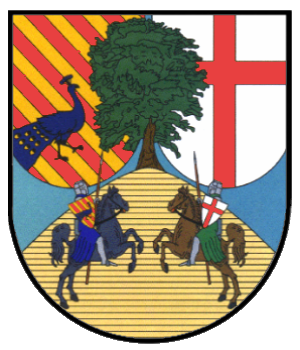
Ortslogo Torney

Der Ort war bis zur Umgliederung in die Stadt Neuwied ein Ortsteil der Gemeinde Niederbieber-Segendorf. Im Zuge der Mitte der 1960er Jahre begonnenen rheinland-pfälzischen Gebiets- und Verwaltungsreform wurde durch das „Achte Landesgesetz über die Verwaltungsvereinfachung im Lande Rheinland-Pfalz“ vom 28. Juli 1970, das am 7. November 1970 in Kraft trat, die heutige Stadt Neuwied neu gebildet. Mit Beschluss des Stadtrats Neuwied vom 22. Januar 1971 wurde Torney ein Stadtteil, welcher durch einen Ortsbeirat und einen Ortsvorsteher vertreten wird.
Das wappenähnliche Logo des Stadtteils Torney fand nie Verwendung im Sinne eines amtlichen Wappens.

## Politik

### Ortsbeirat
Der Ortsbeirat in Torney besteht aus 4 Ratsmitgliedern, die bei der Kommunalwahl am 9. Juni 2024 in einer personalisierten Verhältniswahl gewählt wurden, und dem ehrenamtlichen Ortsvorsteher als Vorsitzendem.
Die Sitzverteilung im Ortsbeirat:
| Wahl | CDU | SPD | Gesamt  |
| ---- | --- | --- | ------- |
| 2024 | 3   | 1   | 4 Sitze |
| 2019 | 3   | 1   | 4 Sitze |
| 2014 | 3   | 1   | 4 Sitze |
| 2009 | 1   | 3   | 4 Sitze |

### Ortsvorsteher
Dirk Höhler (CDU) wurde am 29. August 2024 Ortsvorsteher von Torney. Bei der Direktwahl am 9. Juni 2024 hatte er sich mit einem Stimmenanteil von 61,4 % gegen einen Mitbewerber durchgesetzt.
Höhlers Vorgängerin Petra Grabis (SPD) hatte das Amt 15 Jahre ausgeübt und kandidierte 2024 nicht erneut als Ortsvorsteherin.